# 费当茹
费当茹（法語：Faye-d'Anjou，法語發音：[fɛ dɑ̃ʒu] ⓘ，意为“安茹的费”）是法国曼恩-卢瓦尔省的一个旧市镇，属于昂热区。2016年1月1日，费当茹和相邻的另外4个市镇合并成为新市镇贝勒维涅昂莱永（Bellevigne-en-Layon）。

## 地理
费当茹（47°17'34"N, 0°31'12"W）面积30.4 平方千米，位于法国卢瓦尔河地区大区曼恩-卢瓦尔省，该省份为法国西部内陆省份，大致对应安茹地区，北起顺时针与马耶讷省、萨尔特省、安德尔-卢瓦尔省、维埃纳省、德塞夫勒省、旺代省、大西洋卢瓦尔省和伊勒-维莱讷省接壤。
与费当茹接壤的市镇（或旧市镇、城区）包括：莱永河畔博略、莱永河畔尚、卢埃河畔莫泽、阿朗松圣母村、莱永河畔拉布莱、欧邦斯河畔苏莱讷、沃克雷蒂安。

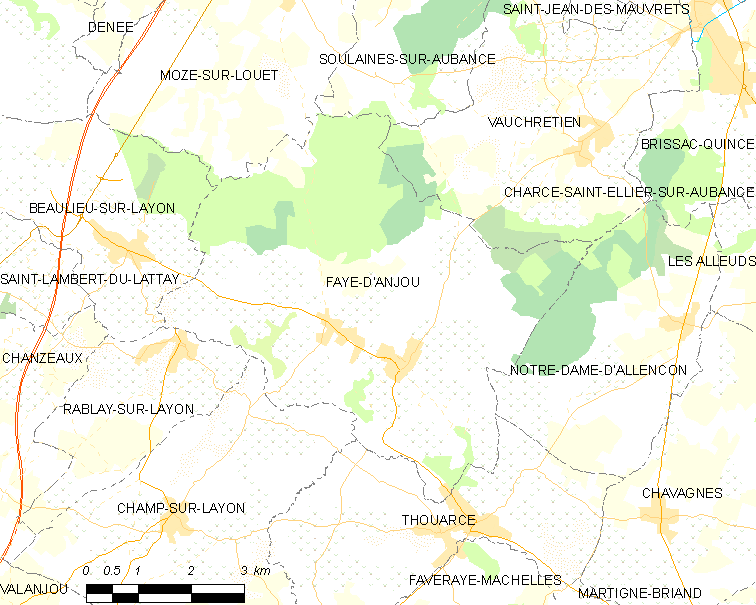
费当茹的OSM定位图

费当茹的时区为UTC+01:00、UTC+02:00（夏令时）。

## 行政
费当茹的邮政编码为49380，INSEE市镇编码为49134。

## 政治
费当茹所属的省级选区为安茹地区舍米耶县。

## 人口

1962-2008年间费当茹人口变化图示

费当茹于2018年1月1日时的人口数量为1396人。